# Округ Жолква
Округ Жолква (нем. Bezirk Żółkiew, Жолковский уезд, пол. Powiat żółkiewski) — административная единица коронной земли Королевства Галиции и Лодомерии в составе Австро-Венгрии, существовавшая в 1867—1918 годах. Административный центр — Жолква.
Площадь округа в 1879 году составляла 12,5681 квадратных миль (723,17 км2), а население — 65 499 человек. Округ насчитывал 74 населённых пункта, организованные в 64 кадастровых муниципалитета. На территории округа действовало 3 районных суда — в Жолкве, Куликове и Мостах.
После Первой мировой войны округ вместе со всей Галицией отошёл к Польше.